# Domesday Book

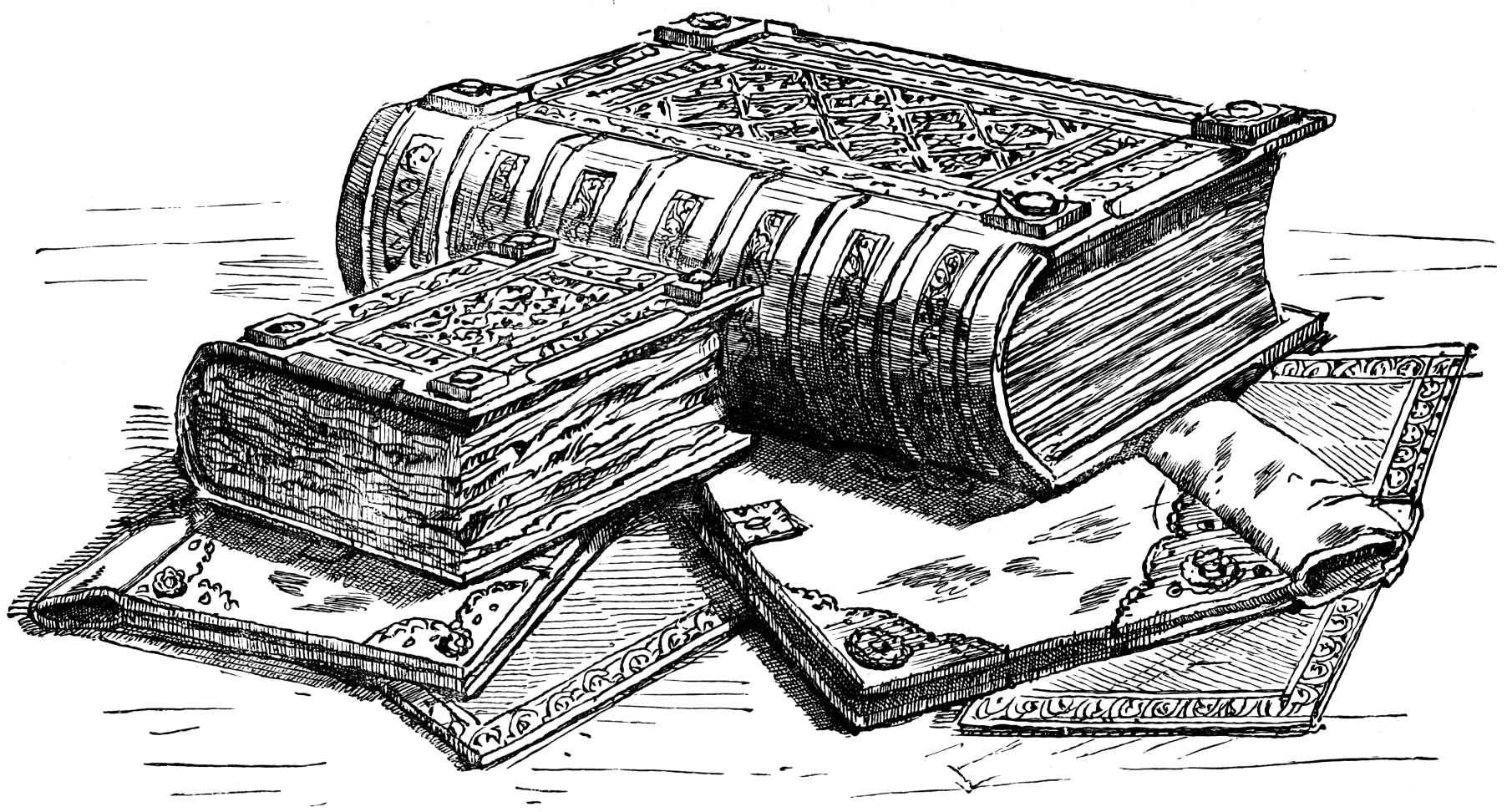
Le Domesday Book. Dessin de William Andrews, 1900.

Le Domesday Book (ou simplement Domesday), en français Livre du Jugement Dernier, est l’enregistrement du grand inventaire de l’Angleterre terminé en 1086, réalisé pour Guillaume le Conquérant, l’équivalent de nos jours d’un recensement national.
Guillaume avait besoin de renseignements sur le pays qu’il venait de conquérir pour pouvoir l’administrer. Alors qu’il passait Noël à Gloucester en 1085, le Conquérant « ayant parlé longuement avec ses conseillers, envoya des hommes dans toute l’Angleterre […] afin de découvrir […] ce que — ou bien combien — chaque propriétaire foncier possédait en terre et en bétail, et combien il valait » (Chronique anglo-saxonne). L’un des buts de ce relevé était de savoir qui possédait quoi, afin de le taxer. La décision des contrôleurs était sans appel : tout ce que disait ce livre à propos du propriétaire, ou de l’estimation de sa propriété, avait force de loi. Il a été rédigé en latin, hormis quelques mots vernaculaires sans équivalent en latin ; d’ailleurs, le style de cet ouvrage reste assez sec.
Quand on désigna ce livre avec le titre de Domesday (équivalent en moyen anglais du moderne Doomsday) en 1180, c’était avec l’intention de mettre l’accent sur le caractère définitif et sur l’autorité de celui-ci (l’analogie fait allusion à la croyance chrétienne d’un jour du jugement),.
En août 2006, les Archives nationales anglaises ont rendu disponible une version du Domesday Book en ligne en anglais.

## Forme, contenu et compilation

### Format du Domesday

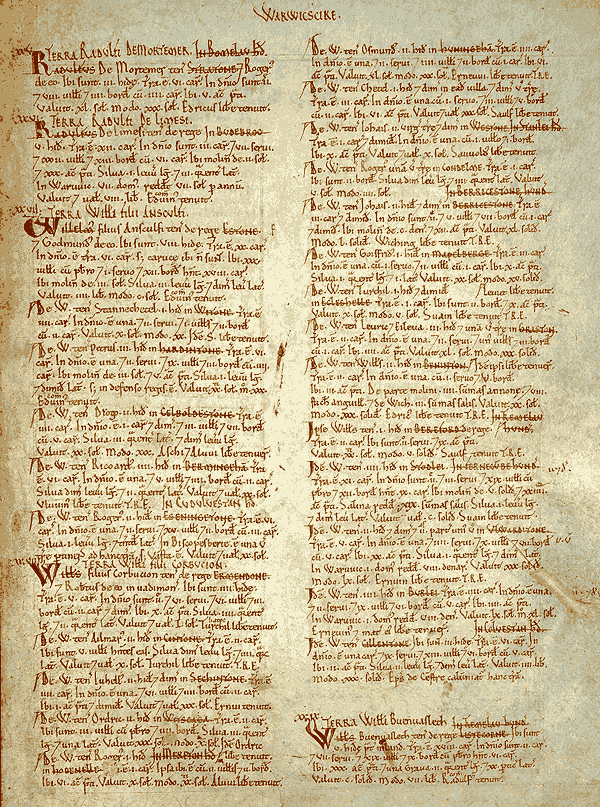
Une page du manuscrit.

En fait, le Domesday Book consiste en deux œuvres indépendantes : l’une, dite Little Domesday (« Petit Domesday ») comprend des renseignements à propos du Norfolk, du Suffolk et d’Essex. L’autre, dite Great Domesday (« Grand Domesday ») concerne le reste de l’Angleterre, excepté les territoires au nord qui plus tard deviendront les comtés de Westmorland, Cumberland, Northumberland et Durham (partiellement, parce que quelques-uns de ces territoires étaient sous contrôle écossais). Il n’y a aucun recensement de Londres ni de Winchester ; quelques autres villes ont aussi échappé à l’inventaire. L’omission de ces deux villes majeures est probablement due à leur taille et à leur complexité ; le Cumberland, qui ne fut occupé militairement que quelque temps après l’enquête, est absent pour cette même raison ; de même, seul le Prince-évêque Guillaume de Saint-Calais était en droit de taxer Durham. L’omission des autres comtés ne s’explique pas complètement.
Malgré son nom, « Little Domesday » est en fait le plus volumineux des deux recueils : il est plus détaillé et fournit le dénombrement du cheptel. Il a été suggéré que Little Domesday représentait une première étape du recensement, à l’issue de laquelle les autorités ont jugé impossible, ou au moins inopportun, de poursuivre le Great Domesday d’une façon similaire.

### Contenu du Domesday
Dans les deux livres, l’inventaire des ressources est classé selon les fiefs et non d’après la géographie. Au lieu d’apparaître sous les « hundreds » (c’est-à-dire les « centuries », ou districts ruraux gallo-romains) et cantons, les propriétés apparaissent sous les noms des barons locaux, c’est-à-dire ceux qui tiennent le territoire directement de la couronne en redevance.
Dans chaque comté, la liste s’ouvre sur les possessions du roi lui-même (qui ont dû faire l’objet d’un inventaire séparé) ; puis il y a celles du clergé et des ordres religieux ; ensuite celles des propriétaires in capite laïcs (les barons) ; et finalement celles des femmes, des serviteurs du roi (servientes), de quelques thegns angles qui conservaient de la propriété, etc.
Dans certains comtés un ou plusieurs villages sont recensés séparément ; dans quelques autres les clamores (titres de propriété disputés) étaient pareillement traités à part : mais cette description s’applique plus particulièrement au premier volume ; dans le « Great Domesday », le système est plus confus, l’exécution moins aboutie.
Outre les propriétés totalement rurales, qui constituent la grosse majorité de l’inventaire, le livre contient des articles intéressants sur la plupart des villes, probablement en raison des droits féodaux qui y étaient prélevés par la couronne. Ces impôts comprennent les anciens droits coutumiers, le droit d’ost, le droit de marché et de foire, le droit de monnaie et ainsi de suite. La Couronne percevait également nombre d’impôts en nature (comme la fourniture de miel) auprès des bourgs, des comtés et des nombreuses seigneuries anciennes qui appartenaient au roi.
On trouve ainsi dans le « Little Domesday » de précieuses indications sur l’histoire politique, personnelle, ecclésiastique et sociale. Mais ce ne sont le plus souvent que simples allusions ou des commentaires de circonstance. Bien qu’unique dans son genre et d’une valeur inestimable pour l’étudiant, ce livre sera trouvé décevant et largement illisible sauf par un spécialiste. Même des savants furent incapables d’expliquer des portions de son langage et de son système. Cela est en partie dû à sa date très précoce, la liaison sémantique par rapport à ceux réalisés plus tard après une longue période est difficile.
Mais dans le Dialogus de scaccario (rédigé sous Henri II) on en parle comme d’une référence absolue (d’où son appellation populaire de « livre du Jugement Dernier », traduction du titre anglais). Au Moyen Âge, son autorité était fréquemment invoquée dans les tribunaux, et encore de nos jours il y a certains cas dans lesquels on le consulte.
Pour le géomètre comme pour le généalogiste, il constitue une source documentaire essentielle, car non seulement il fournit la plus ancienne référence du nom d’un village ou d’un manoir, mais il donne dans la majorité des cas le nom des héritiers.
E. A. Freeman en a utilisé la plupart pour son travail sur la conquête normande.

### Recensement (1085-1086)
La Chronique anglo-saxonne révèle que le principe de ce recensement a été discuté et déterminé en 1085, et par le colophon du livre on sait que l’enquête a été terminée en 1086. Mais le livre (liber) bien que compilé à partir des résultats de ce recensement, doit en être méticuleusement distingué ; il n’est pas non plus certain qu’il ait été mis en forme l’année où l’inventaire fut fait.
Pour la mise en œuvre du recensement, chaque comté fut visité par un groupe d’officiers royaux (legati), qui tinrent une enquête publique, probablement dans la grande assemblée connue comme la cour du comté, où les représentants de chaque village venaient tout comme les seigneurs locaux. L’unité d’enquête était le hundred ou « centurie », (une subdivision du comté qui était alors une entité administrative), et le résultat pour chaque centurie était garanti par douze administrateurs qui témoignaient sous serment de son intégrité — Anglais pour la moitié d’entre eux, les autres Normands.
Ce que l’on croit être une transcription complète de ces résultats originaux est préservé pour plusieurs des centuries du Cambridgeshire, ce qui est d’une grande importance pour illustrer ce processus : l’Ely Inquiry (en)(ou Inquisitio Eliensis), le Liber Exoniensis (en) (ou Exon Domesday, ainsi appelé car le volume est conservé à Exeter), et le second volume du livre, contiennent exactement les mêmes informations que le Domesday.

### Outil aux mains du prince

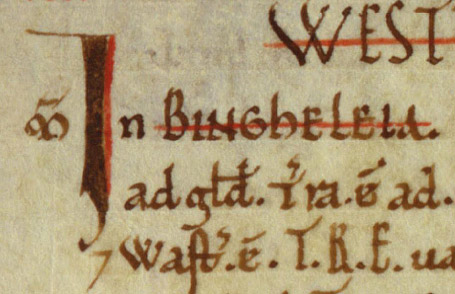
Détail du manuscrit.

On dispose de trois sources d’information pour l’objet du recensement :
1. Un passage dans la Chronique anglo-saxonne, laquelle nous indique pourquoi il a été commandé ;
2. La liste des questions posées aux responsables, préservée dans l'Inquisitio Eliensis ;
3. Et le contenu du livre et des enregistrements associés mentionnés ci-dessus.

Bien que ces sources divergent dans le détail, il est désormais généralement reconnu que le premier objectif du recensement était de garantir et répertorier les ressources fiscales du royaume. Elles comprenaient surtout :
1. La taxe foncière nationale (geldum), payée sur une évaluation fixe ;
2. Divers droits d’accise ;
3. Et les redevances des terres de la couronne.

Après une grande convulsion politique comme la conquête normande, et la confiscation globale des biens fonciers qui suivit, il était de l’intérêt de Guillaume de garantir que les droits de la couronne, dont il affirmait avoir hérité, n’avaient pas pâti des événements. Plus particulièrement visée : la volonté des successeurs normands de ne pas s'encombrer des obligations de leurs prédécesseurs anglais.
Ce recensement prit donc note des noms des nouveaux titulaires des terres et des évaluations sur lesquelles leurs taxes devraient être payées. Mais il fit plus que cela : suivant les instructions du roi, il essaya de dresser une liste nationale d’évaluation, d’estimer la valeur annuelle du territoire national :
1. Au temps de la mort d’Édouard le Confesseur ;
2. Quand les nouveaux propriétaires les reçurent ;
3. Au temps de l’enquête.

Plus tard, de par une commande supplémentaire il en calcula aussi la valeur potentielle. Il est évident que Guillaume désirait connaître les ressources financières de son royaume, et probablement voulait-il les comparer avec leur évaluation existante, qui était très ancienne, bien qu’il y ait des traces qu’elle eût été modifiée ponctuellement. La plus grande partie du livre est consacrée à des détails assez arides d’évaluation et d’estimation des biens ruraux, qui étaient alors la seule source importante de la richesse nationale. Après l’évaluation du manoir, le registre notait la quantité de terres arables, et le nombre d’équipes de laboureurs (par groupes de huit bœufs) disponibles pour travailler, avec le nombre d'individus supplémentaires (s’il y en avait) qui pouvaient y être employés ; puis les rivières-prairies, bois, pâturages, pêcheries (c’est-à-dire petits barrages dans les ruisseaux), moulins, salines (pour les bords de mer) et autres sources subsidiaires de revenu ; les paysans étaient répertoriés en plusieurs classes ; et finalement la valeur de l’ensemble, passé et présent, était estimée grossièrement.
Il est évident que, à la fois en valeurs et en mesurages, les résultats du recensement sont très grossiers.
Le réarrangement sur une base féodale, dans le Domesday Book, des résultats originaux obtenus par la méthode décrite ci-dessus, permit au conquérant et à ses officiers non seulement de savoir d'un simple coup d’œil l’étendue des possessions d’un baron, mais aussi de dénombrer et même de nommer ses serfs. Cela était d’une grande importance pour Guillaume, tant pour des raisons militaires qu'à cause de sa volonté tenace de contraindre les habitants à lui prêter directement serment d'allégeance (bien que d'abord « serfs » de leur seigneur).
Remarque : en général le Domesday n'enregistre que les prénoms des gens dépendant du seigneur; il est donc vain d'y chercher les noms des familles se réclamant d’une origine normande, mais beaucoup a été et est encore fait pour identifier les serfs, dont le plus grand nombre portent des noms étrangers.

## Transmission duDomesday Book

### Du Moyen Âge auXIXesiècle
Le Domesday Book fut longtemps conservé avec le Trésor de la Couronne au château de Winchester (la capitale des rois normands). On le désignait alors comme le Livre de Winchester, et une édition ultérieure lui donne le titre de Liber de Winlonia. Quand le Trésor fut déplacé à Westminster, probablement sous le règne d’Henri II Plantagenêt, le livre l’accompagna. De 1696 jusque sous le règne de la reine Victoria, il fut donc conservé dans la maison du Chapitre cathédral de Westminster, et sorti seulement dans des circonstances particulières, comme lorsqu’on en fit une reproduction photozincographique à Southampton.
Il fut placé ultérieurement dans le Bureau d'enregistrement public à Londres. On peut aujourd’hui l’admirer à travers une vitrine dans le musée des Archives nationales, à Kew. En 1869 il fut doté d’une reliure moderne.
L’impression du livre, en « mode enregistrement », fut commencée par le gouvernement en 1773, et le livre fut publié, en deux volumes en 1783 ; en 1811 un volume d’index fut ajouté, et en 1816 un volume supplémentaire, indexé séparément, contenant :
1. L'Exon Domesday (pour les comtés du sud-ouest) ;
2. L'Inquisitio Eliensis ;
3. Le Liber Winton (recensement de Winchester au début du XIIe siècle) ;
4. Et le livre Boldon — un relevé de l’évêché de Durham un siècle après Domesday.

Des facsimilés photographiques du Domesday, pour chaque comté séparément, furent publiés en 1861–1863, également à l’initiative du gouvernement.
Pour les neuf cents ans de l’ouvrage, en 1986, les deux livres furent à nouveau reliés, le Great Domesday étant relié en deux volumes et le Little Domesday en trois volumes. L’ancien coffre où était conservé le Domesday est aussi conservé au musée de Kew.

### Projet de numérisation de 1985
Pour marquer le neuf centième anniversaire de ce livre en 1985, une nouvelle édition multimédia fut compilée et publiée en 1986. Elle incluait toute l’information de l’original plus les prononciations contemporaines des noms des lieux, des cartes et beaucoup de photos en couleur.
Cette édition fut produite en partenariat entre Acorn, Philips et la BBC. Le Disque de la BBC sur le projet communautaire Domesday ou Disque national fut publié sur deux disques laser au format (LV-ROM) de Philips. Acorn lança une version du microordinateur BBC capable de lire ce format de disque.
En 2002 il était à craindre que le disque devienne illisible car les ordinateurs capables de lire ce format devenaient rares et les lecteurs capables d’accéder aux disques, encore plus rares et fragiles (cf. l'Âge sombre numérique). Cependant la BBC annonça plus tard que le projet CAMILEON (un partenariat entre l’université de Leeds et l’université du Michigan) avait développé un système capable d’accéder aux disques et à leurs informations en utilisant une technique d’émulation. Ce programme n’est pas encore librement accessible, à cause de problèmes de droits d’auteur.